# Balistidae
Pour les articles homonymes, voir Baliste (homonymie).
Poissons-balistes
Famille
Les Balistidae (Balistes ou Balistidés en français) sont une famille de poissons de l'ordre des Tetraodontiformes. Elle comprend 12 genres et 40 espèces. Ces espèces sont également appelées cochons de mer ou poisson-gachettes (triggerfish) dans les pays anglo-saxons. 

## Description et caractéristiques

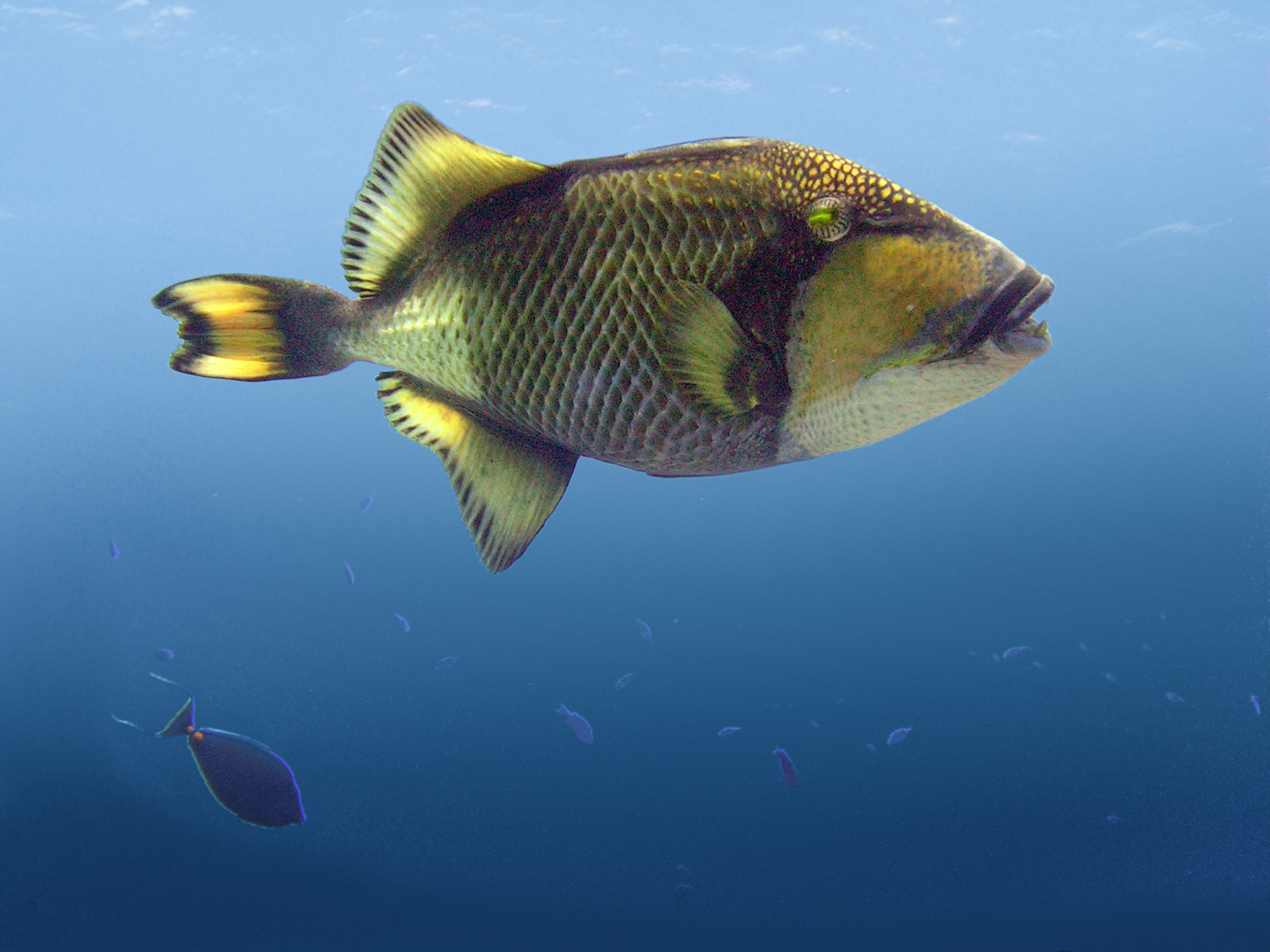
Le Baliste titan (Balistoides viridescens), qui peut dépasser 75 cm de long, est l'une des espèces les plus imposantes de la famille.

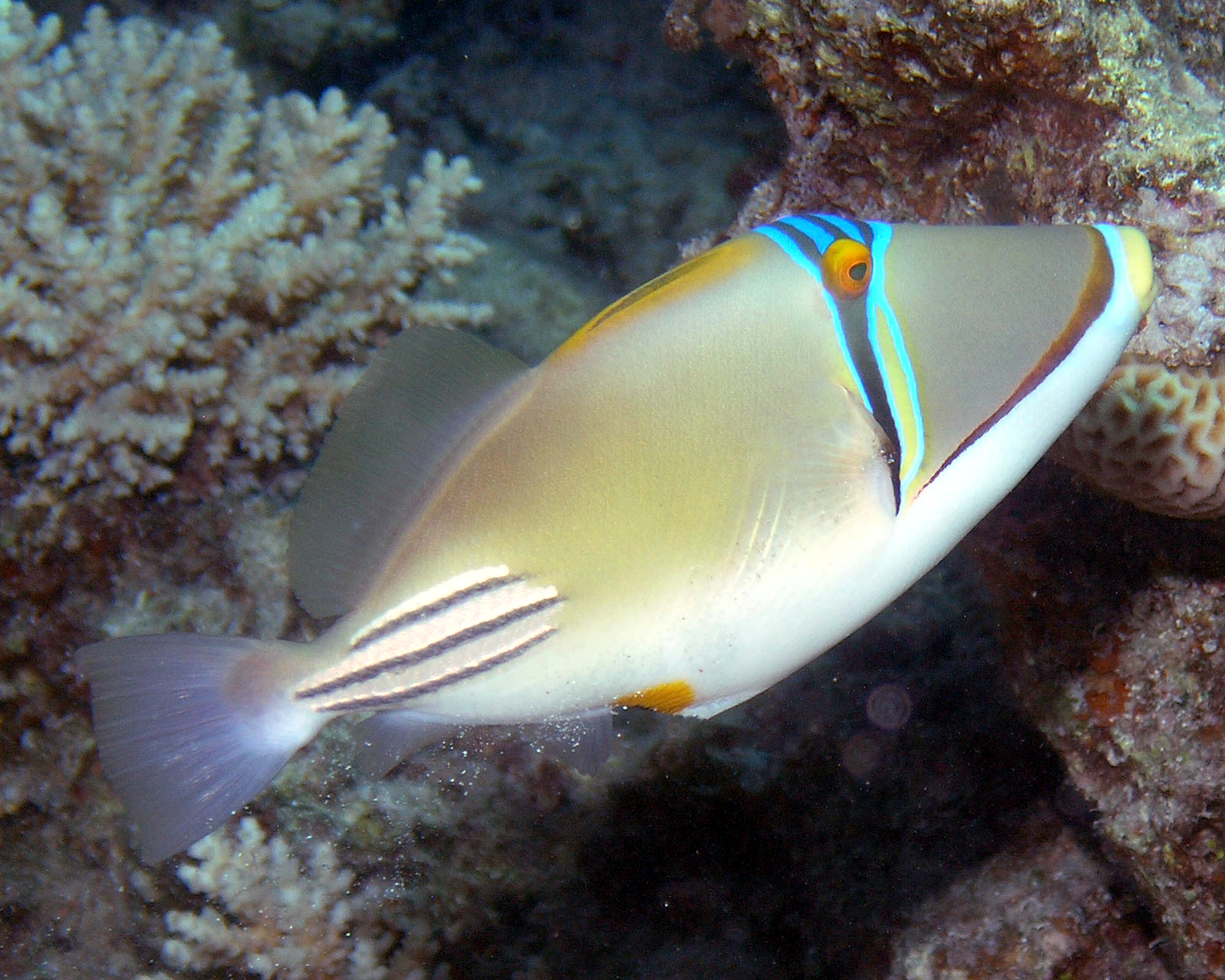
Baliste picasso arabe (Rhinecanthus assasi).

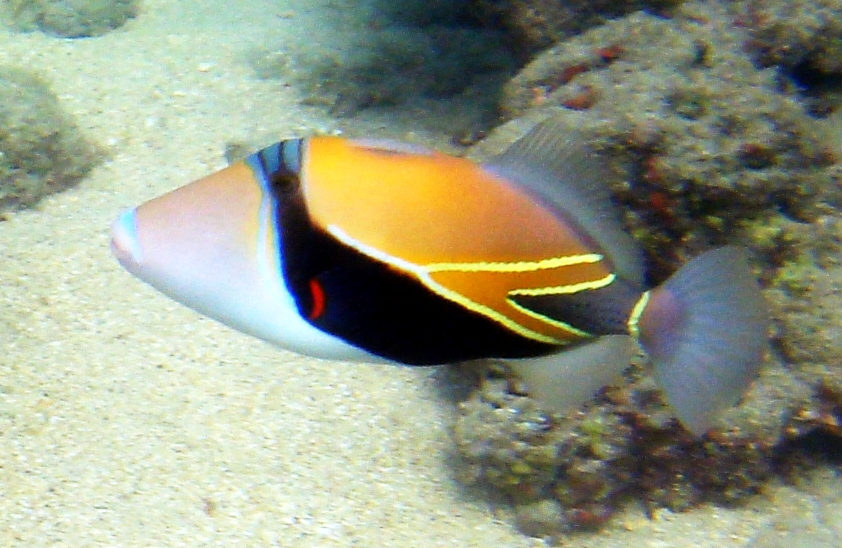
Baliste écharpe ou Baliste picasso à bandeau noir (Rhinecanthus rectangulus).

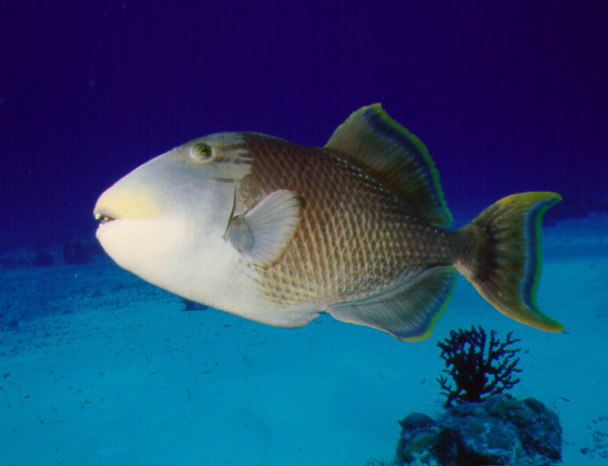
Pseudobalistes flavimarginatus.

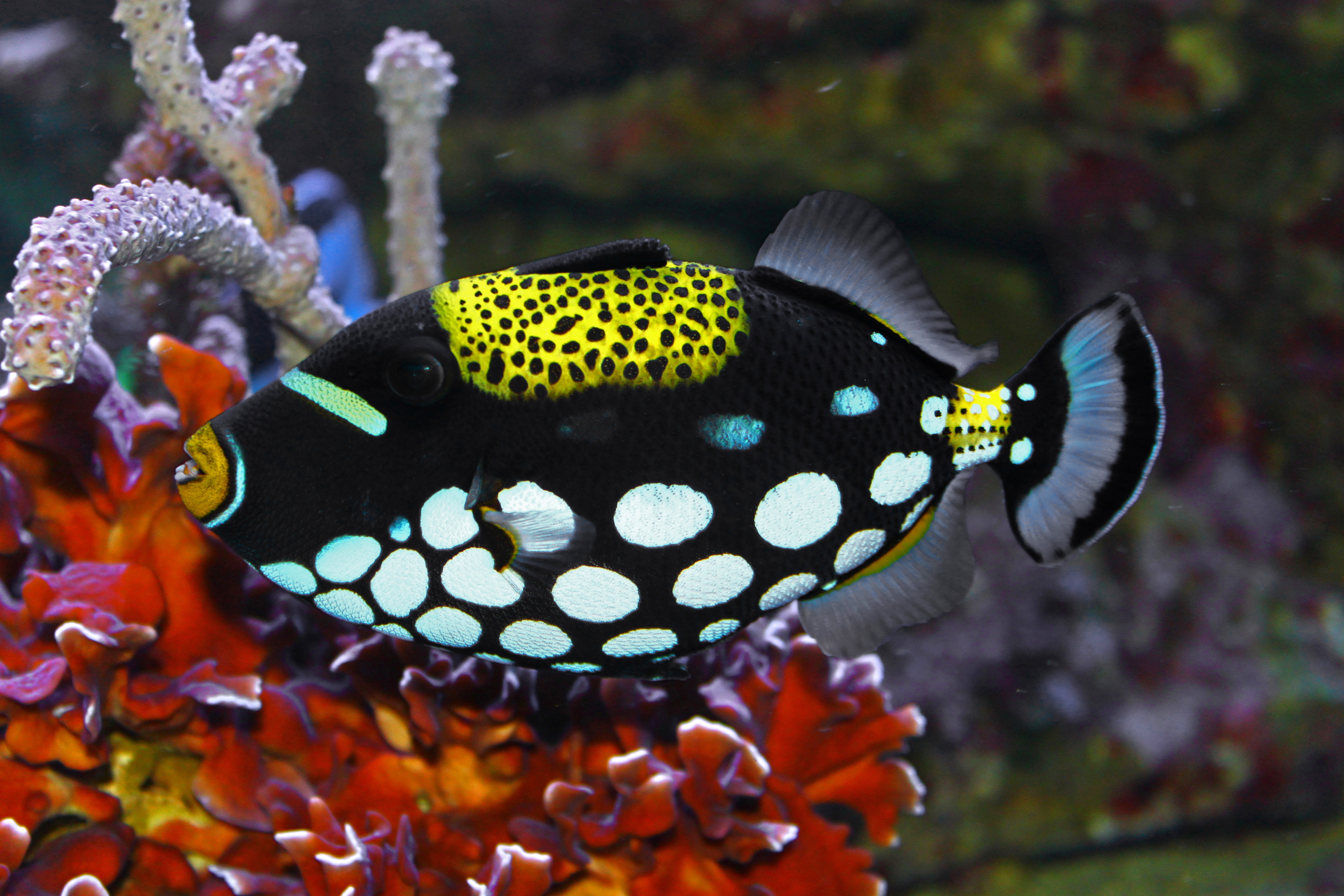
Baliste clown (Balistoides conspicillum)

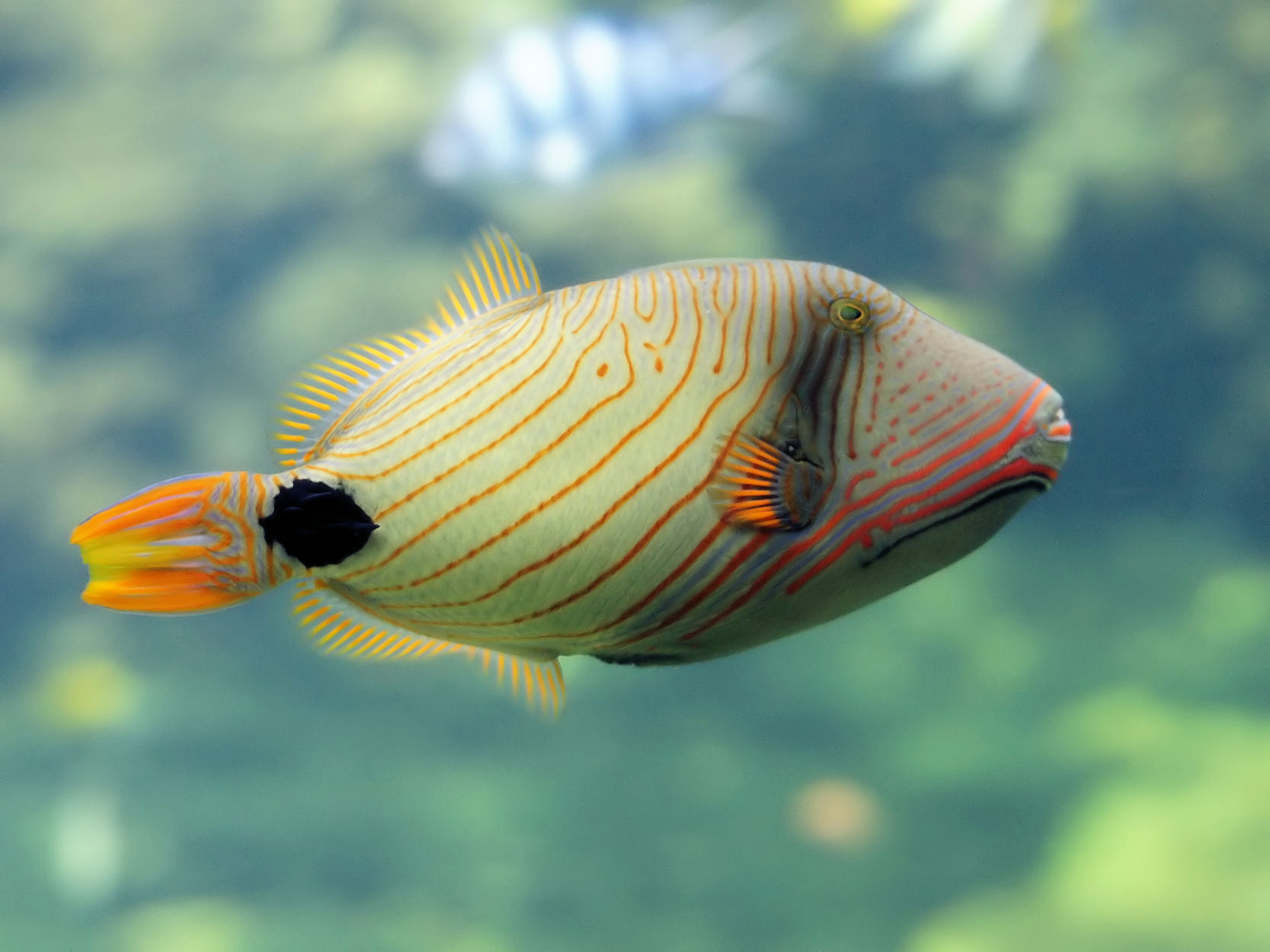
Baliste à lignes orange (Balistapus undulatus)

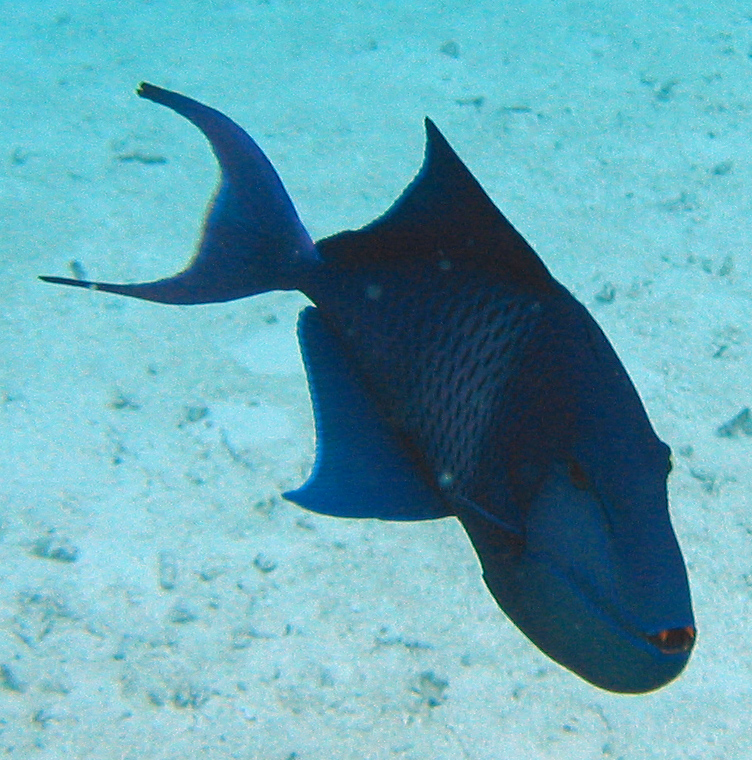
Baliste à dents rouges (Odonus niger), l'une des rares espèces planctonophage.

Les balistes sont de gros poissons massifs et anguleux, comprimés latéralement, et généralement facilement identifiables. Ils sont caractérisés par les grosses épines érectiles qu'ils portent à chaque sommet : la plus visible est dorsale (fruit de la modification du premier rayon de la nageoire, devenu indépendant), et une autre est ventrale, fruit de la fusion des nageoires pelviennes. L'épine dorsale possède un mécanisme de blocage, qui permet au poisson, s'il est attrapé par l'arrière, de se bloquer fermement dans une cavité rocheuse (ils dorment généralement dans des anfractuosités, tête la première), mais aussi d'empêcher la fermeture de la bouche d'un prédateur (par exemple un gros mérou). Les yeux sont globuleux, avec un relief marqué, et capables de bouger indépendamment ; ils sont situés très haut sur le corps. Plusieurs espèces de balistes sont connues pour émettre des sons. 
Sur le plan squelettique, on note 12 rayons principaux dans la nageoire caudale, et 18 vertèbres. La mâchoire supérieure n'est pas protrusible, et porte deux rangées de dents solides, généralement quatre dents sur la rangée externe et trois dans l'interne, sur chaque prémaxillaire. 
Les balistes nagent généralement par ondulations de leurs nageoires dorsale et anale, qui sont grossièrement symétriques, mais utiliseront la caudale pour les accélérations subites. 
La plupart des balistes sont des carnivores diurnes opportunistes et solitaires, se nourrissant d'une grande variété d'invertébrés dont des mollusques et échinodermes à coquille dure, qu'ils pourront briser facilement grâce à leur mâchoire particulièrement puissante. Dans les écosystèmes coralliens de l'Indo-Pacifique tropical, les balistes sont les principaux prédateurs des oursins, notamment le baliste à lignes orange (Balistapus undulatus) ainsi que le puissant baliste titan. Certaines espèces se nourrissent cependant d'algues ou de zooplancton. 
Pour la reproduction, les balistes pondent des œufs sur un « nid » sur le fond, que la femelle (parfois le mâle) gardera farouchement, quitte à attaquer un plongeur imprudent (le baliste titan Balistoides viridescens est connu pour sa morsure redoutable). 
On trouve des poissons de cette famille dans les trois principaux bassins océaniques, essentiellement en eaux tropicales. L'espèce Balistes capriscus est cependant présente (mais rare) sur les côtes de France métropolitaine. 
Ce sont des poissons relativement populaires en aquarium, mais très difficiles d'entretien, et facilement agressifs en conditions de détention.

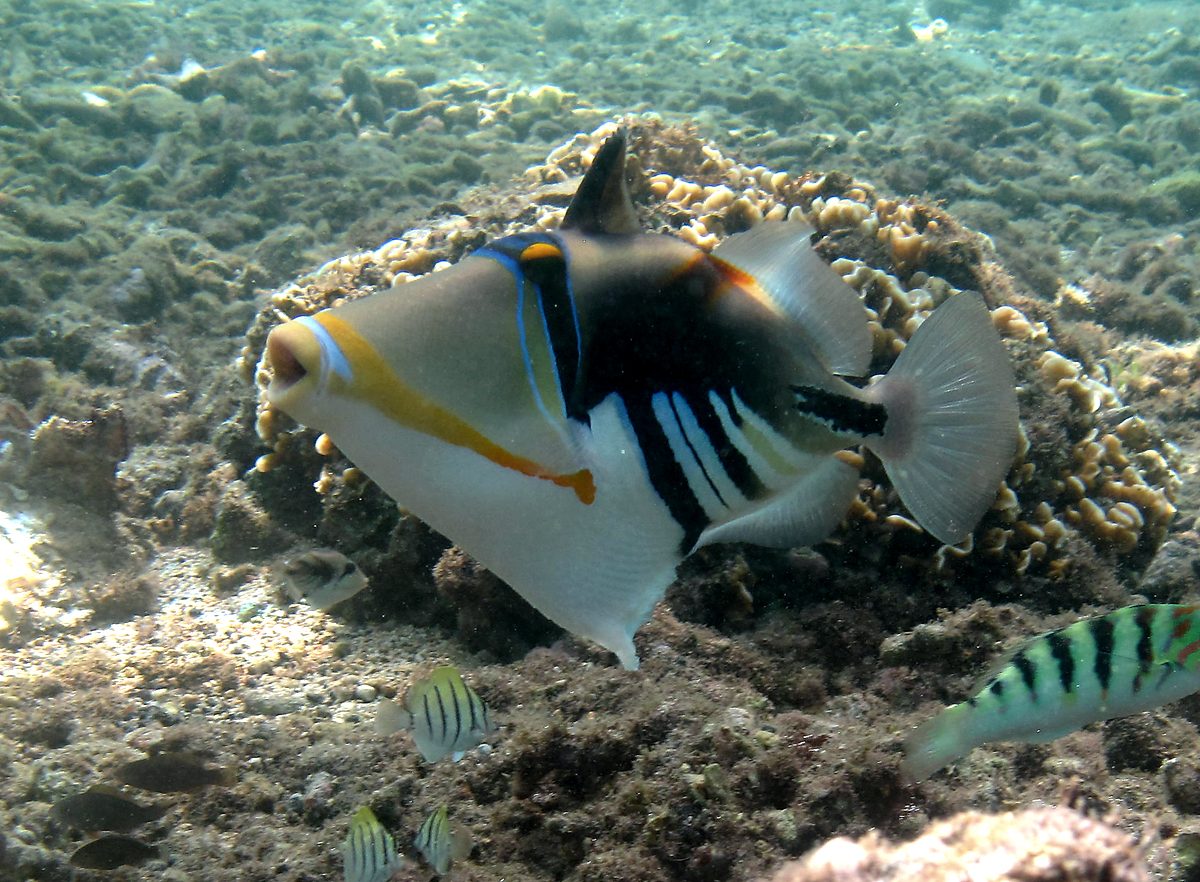
Baliste Picasso (Rhinecanthus aculeatus) en attitude d'intimidation, épines dressées.
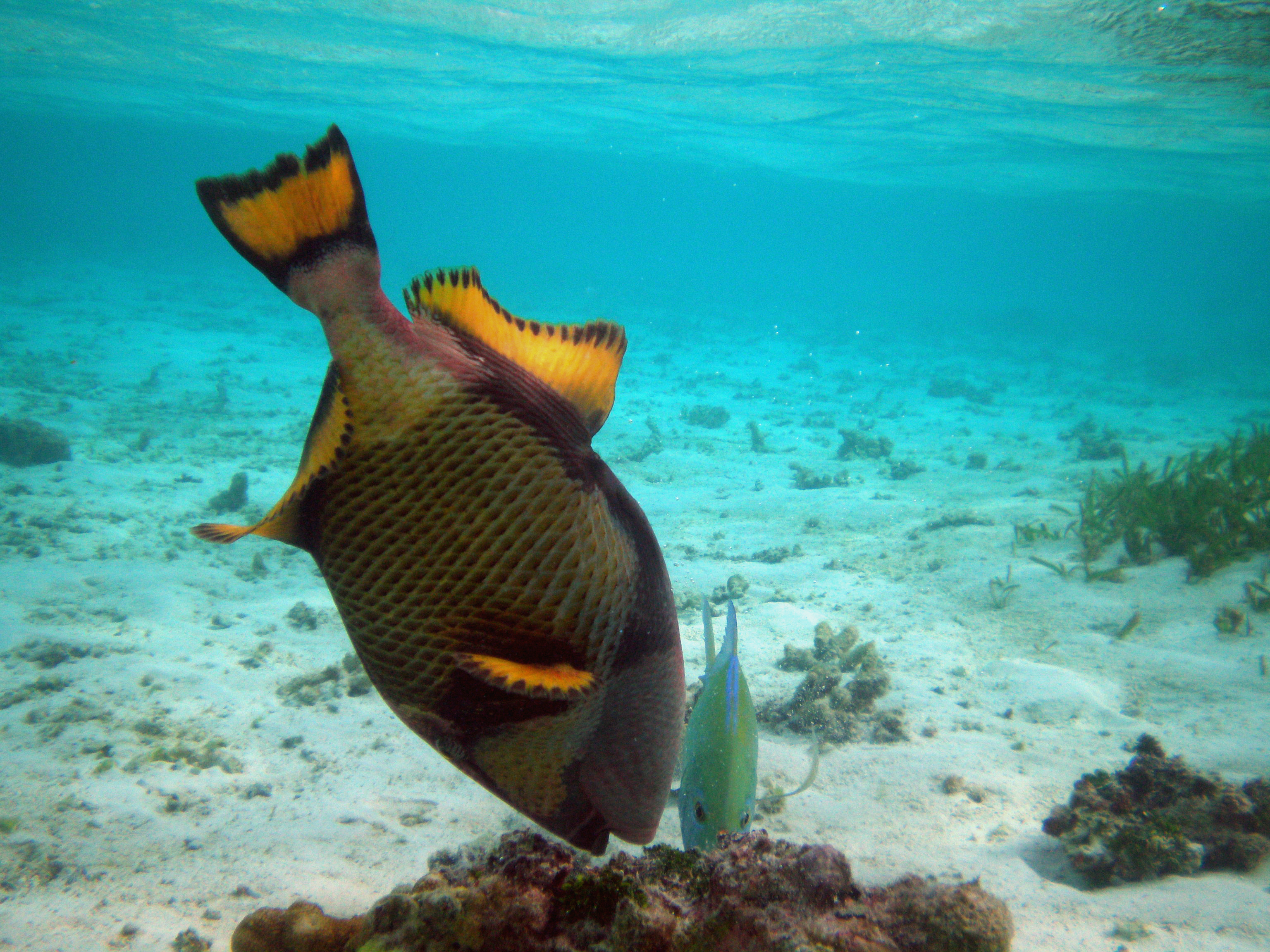
Baliste titan (Balistoides viridescens) gardant ses œufs.
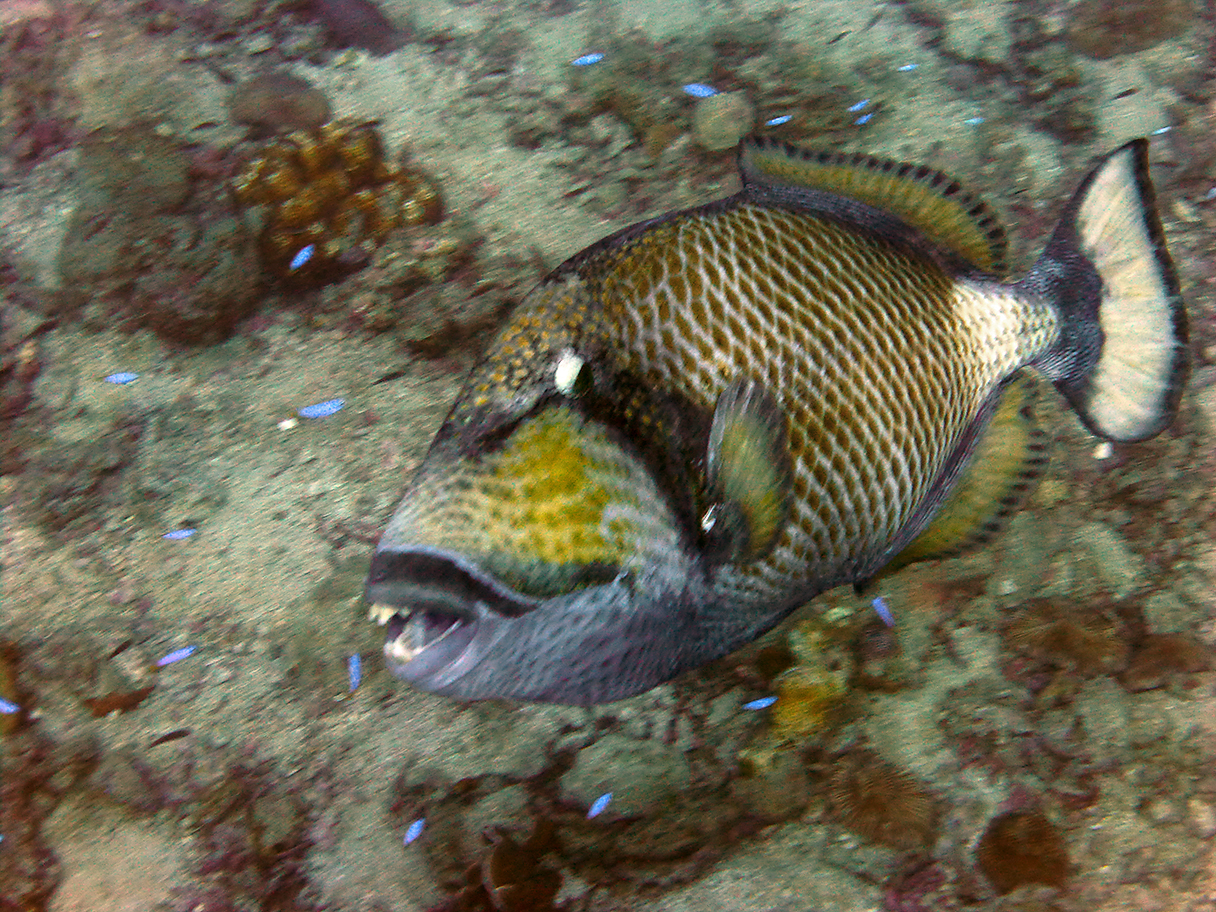
La dentition de ces poissons, faite pour briser les coquilles les plus coriaces, est impressionnante.
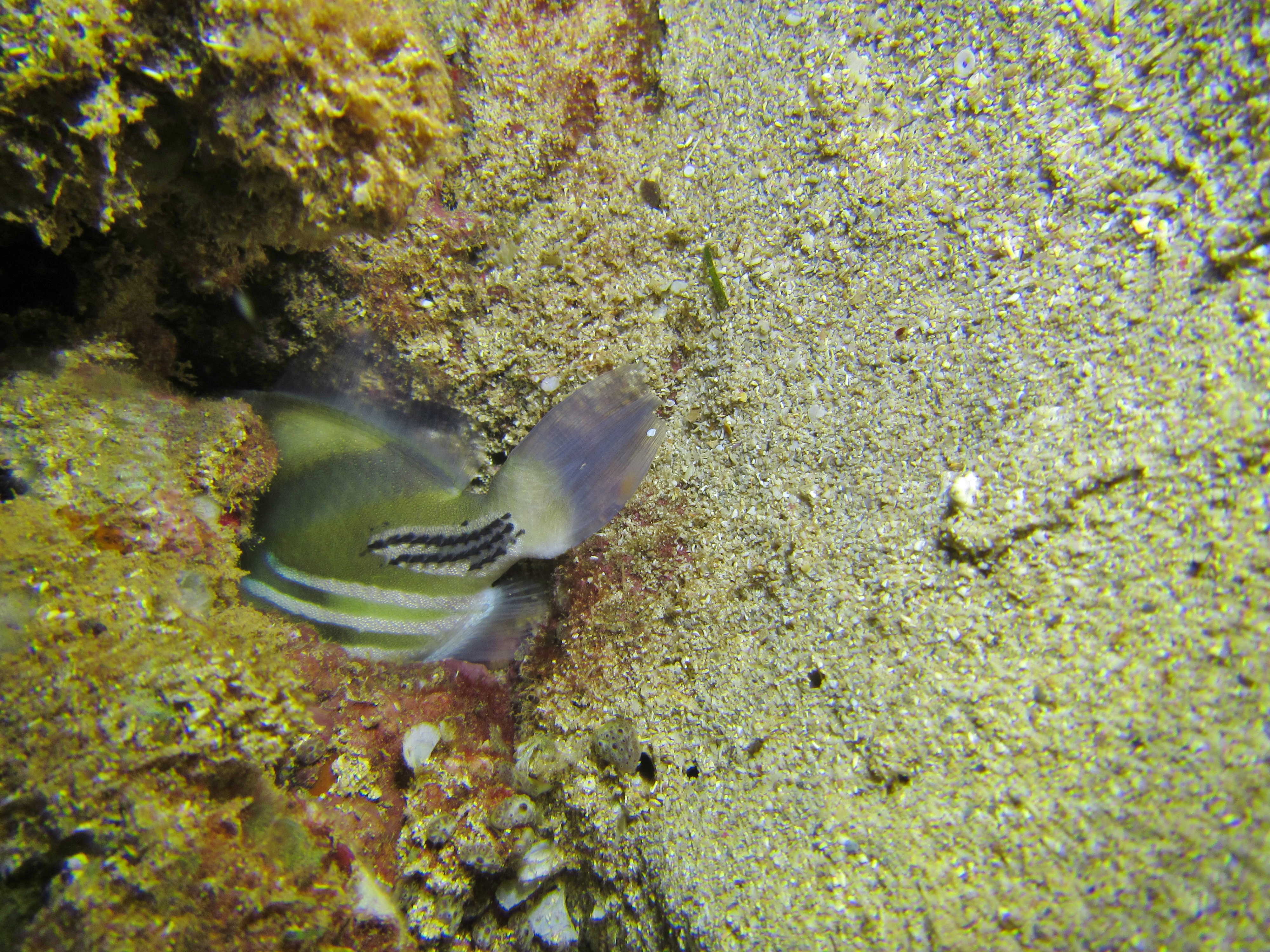
La nuit, les balistes dorment dans des anfractuosités, bloqués tête la première grâce à leurs gâchettes.

## Genres et espèces
Selon FishBase (7 mars 2017) : 
- Abalistes Bloch & Schneider, 1801
  - Abalistes stellaris — Baliste étoilé
- Balistapus Tilesius, 1820
  - Balistapus undulatus — Baliste ondulé
- Balistes Linneaus, 1758
  - Balistes capriscus — Baliste cabri
  - Balistes ellioti
  - Balistes polylepis — Baliste coche
  - Balistes punctatus — Baliste ponctué, Baliste tacheté
  - Balistes rotundatus
  - Balistes vetula — Baliste royal
  - Balistes willughbeii
- Balistoides Fraser—Brunner, 1935
  - Balistoides conspicillum — Baliste clown alias Baliste léopard
  - Balistoides viridescens — Baliste verdâtre alias Baliste olivâtre
- Canthidermis Swainson, 1839
  - Canthidermis maculata — Baliste rude
  - Canthidermis macrolepis
  - Canthidermis sufflamen
- Melichthys Swainson, 1839
  - Melichthys indicus — Baliste à nageoires noires alias Baliste indien
  - Melichthys niger — Baliste noir
  - Melichthys vidua
- Odonus Gistel, 1848
  - Odonus niger — Baliste à dents rouges alias Baliste bleu
- Pseudobalistes Bleeker, 1865
  - Pseudobalistes flavimarginatus
  - Pseudobalistes fuscus — Baliste vermiculé
  - Pseudobalistes naufragium — Baliste de roche
- Rhinecanthus Swainson, 1839
  - Rhinecanthus abyssus
  - Rhinecanthus aculeatus — Baliste picasso
  - Rhinecanthus assasi — Baliste picasso arabe
  - Rhinecanthus cinereus
  - Rhinecanthus lunula — Baliste demi-lune alias Baliste picasso demi-lune
  - Rhinecanthus rectangulus — Baliste écharpe ou Baliste picasso à bandeau noir, de son nom hawaiien Humuhumunukunukuapua'a
  - Rhinecanthus verrucosus
- Sufflamen Jordan, 1916
  - Sufflamen albicaudatum — Baliste à gorge bleue
  - Sufflamen bursa — Baliste boomerang
  - Sufflamen chrysopterum — Baliste double-queue
  - Sufflamen fraenatum — Baliste masqué alias Baliste masque alias Bourse
  - Sufflamen verres — Baliste calafate
- Xanthichthys Kaup in Richardson, 1856
  - Xanthichthys auromarginatus
  - Xanthichthys caeruleolineatus
  - Xanthichthys lineopunctatus
  - Xanthichthys mento — Baliste à queue rouge
  - Xanthichthys ringens — Baliste des Sargasses
- Xenobalistes Matsuura, 1981
  - Xenobalistes punctatus
  - Xenobalistes tumidipectoris

On compte également un genre fossile :
- Oligobalistes Danil'chenko, 1960 †

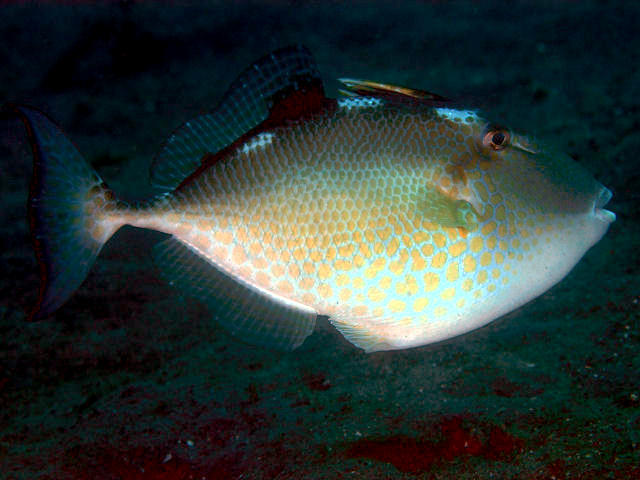
Abalistes stellaris
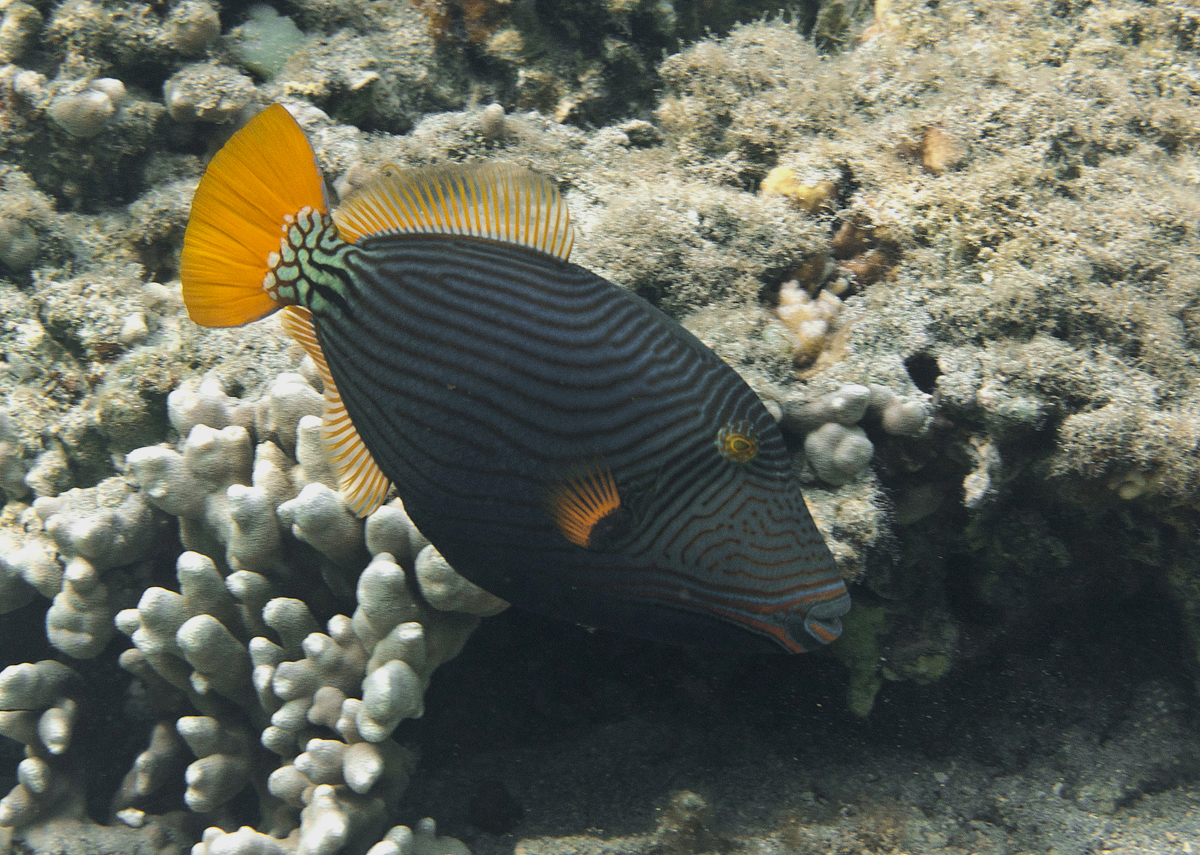
Balistapus undulatus
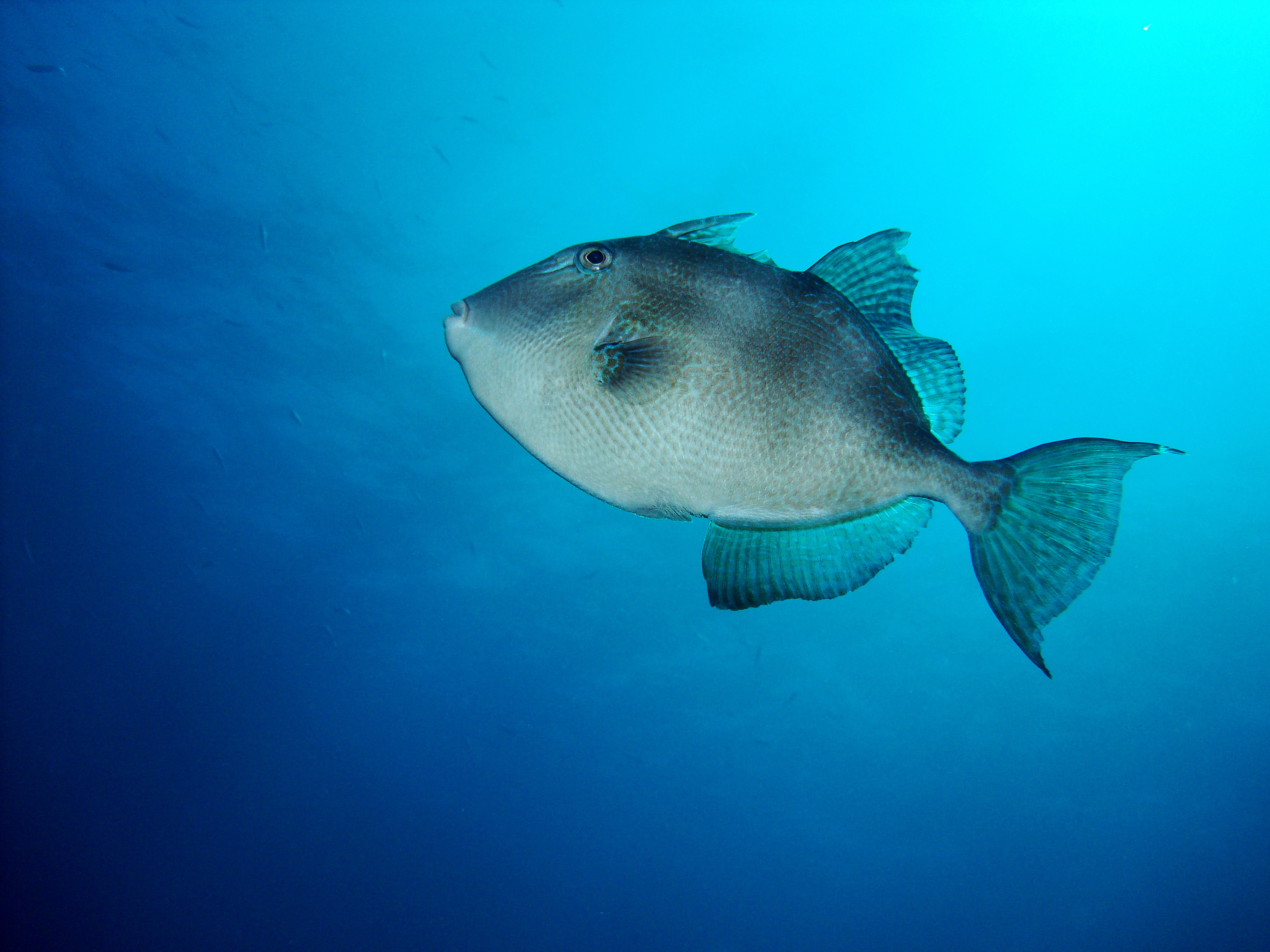
Balistes capriscus
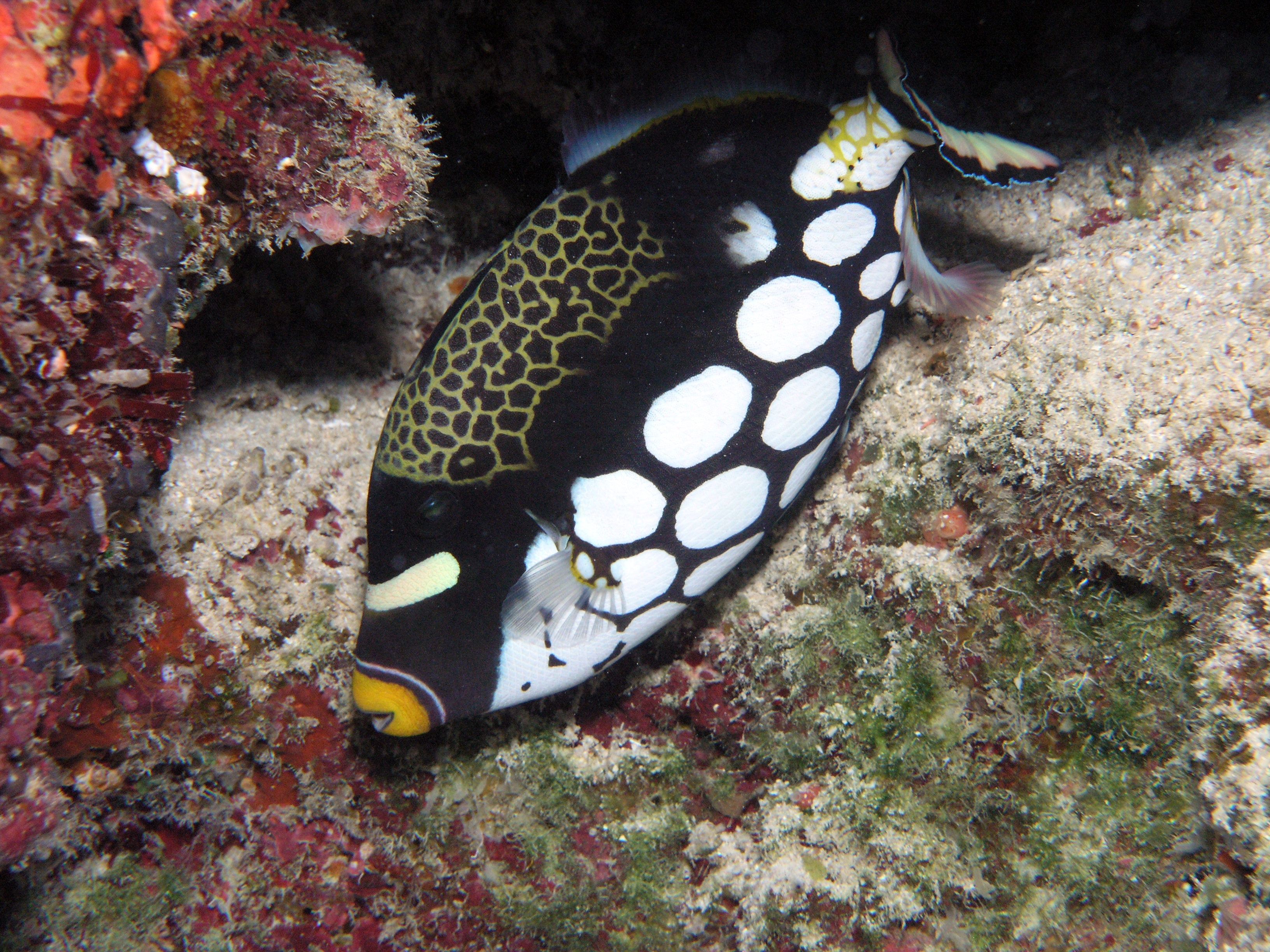
Baliste clown (Balistoides conspicillum)
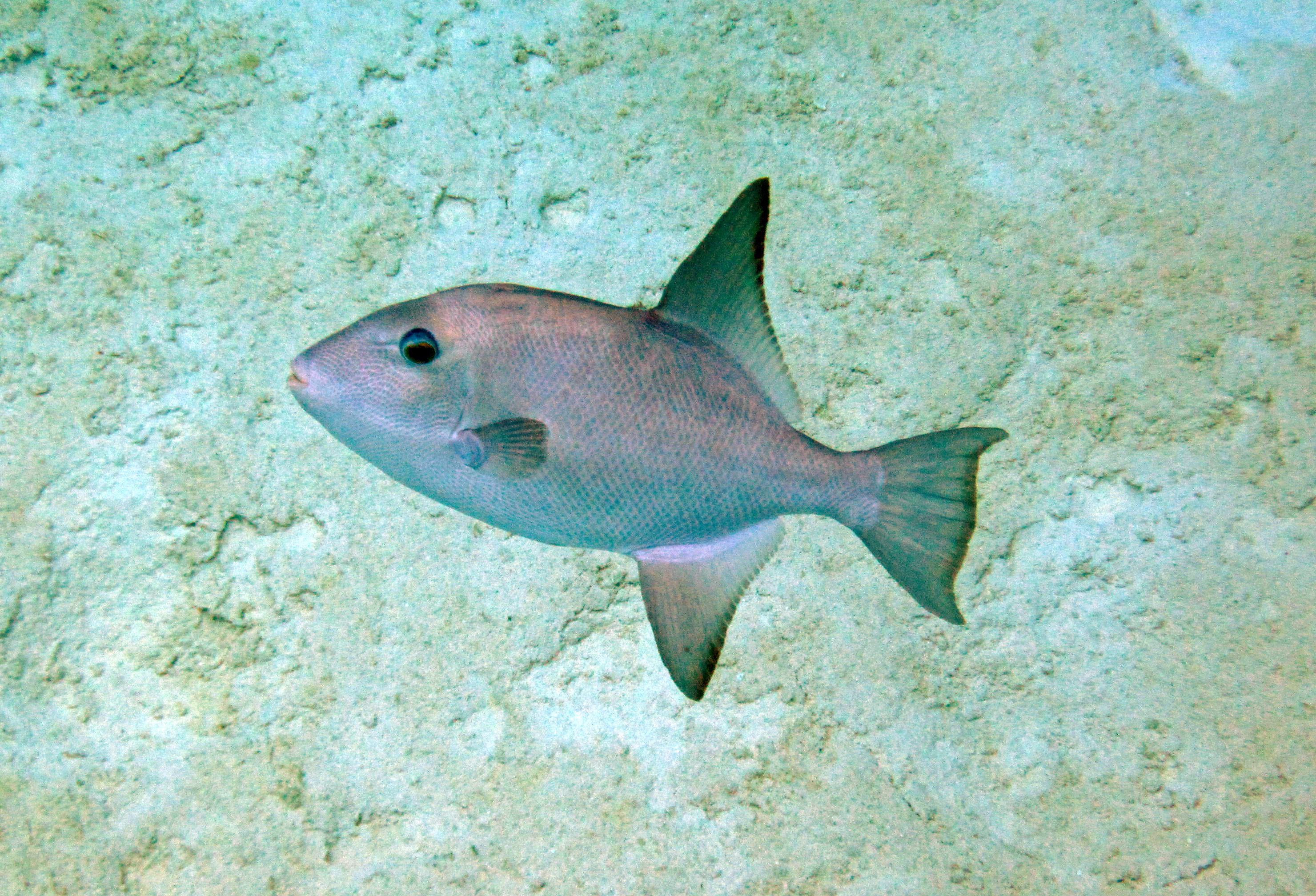
Baliste océanique (Canthidermis sufflamen)
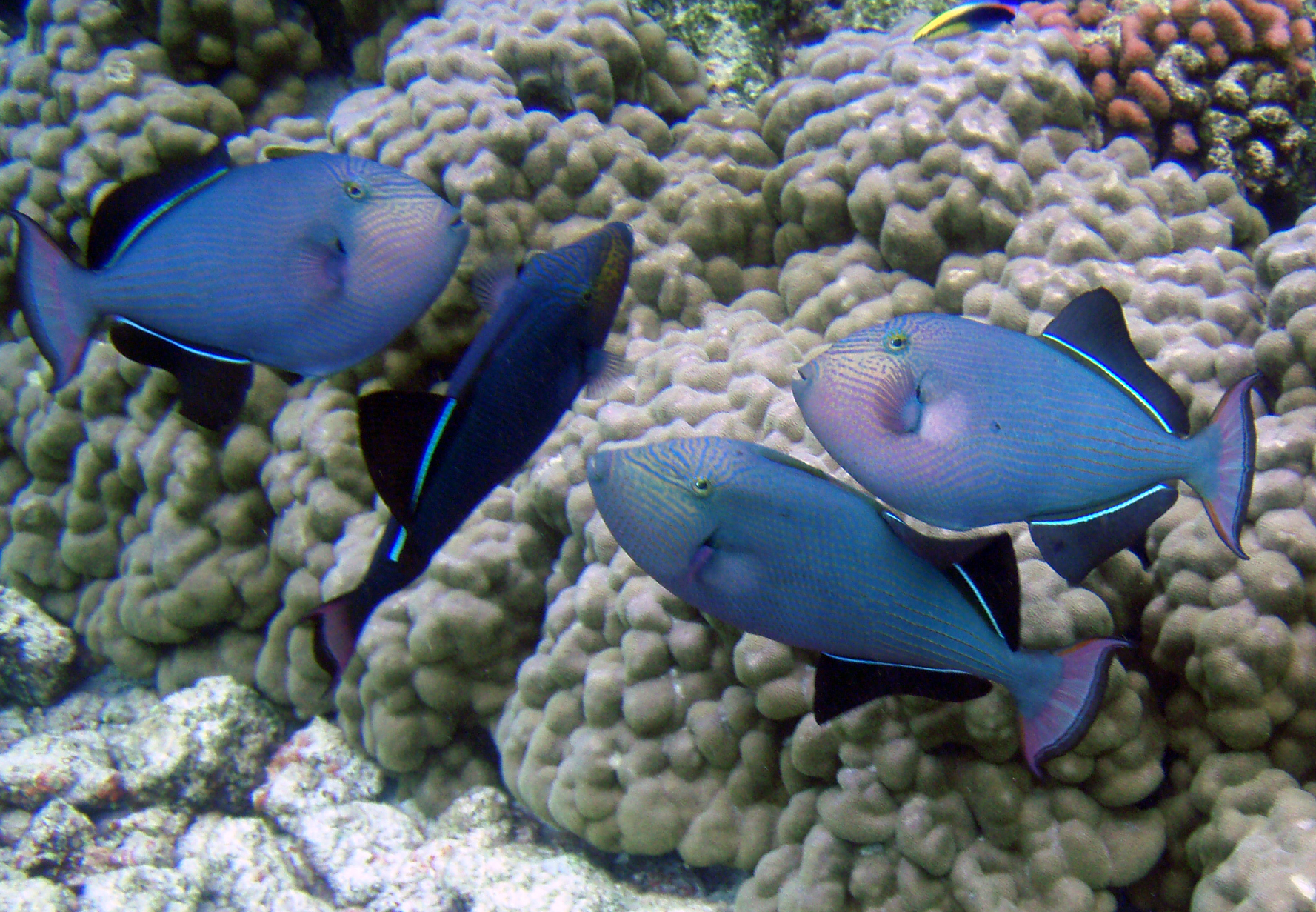
Baliste noir (Melichthys niger)
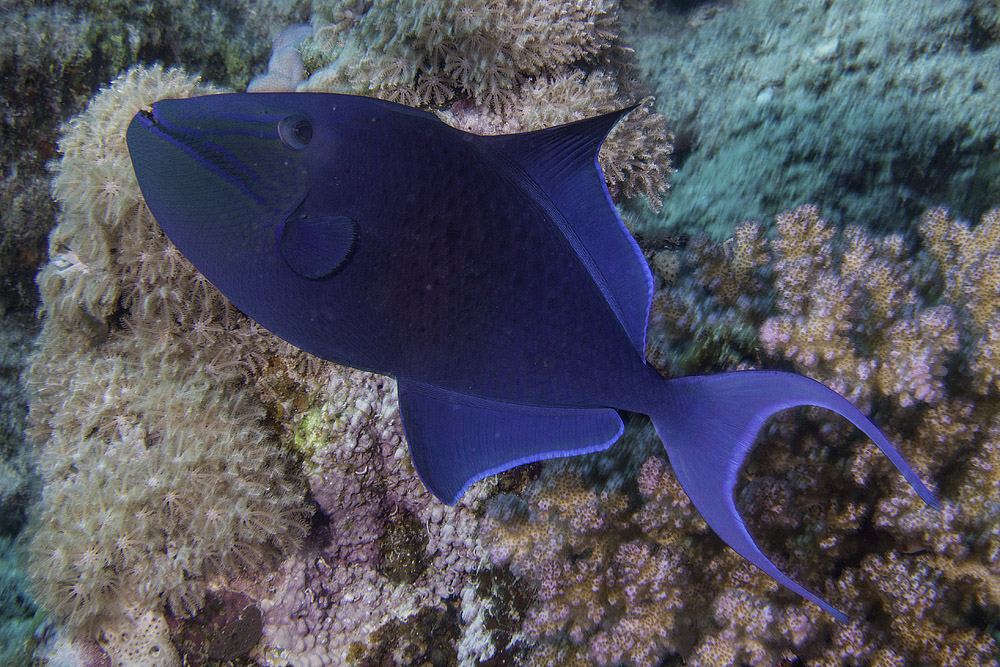
Odonus niger
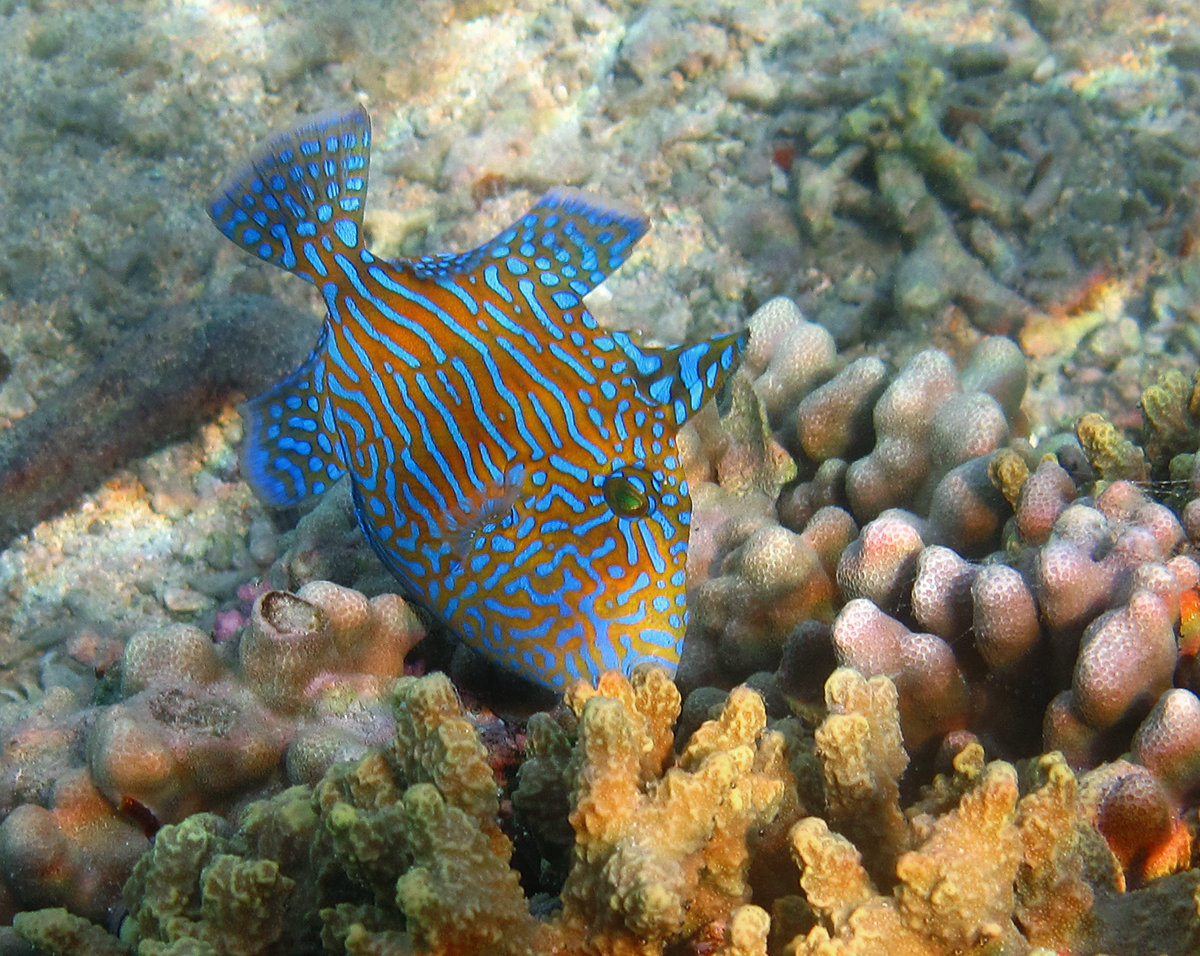
Pseudobalistes fuscus (subadulte)
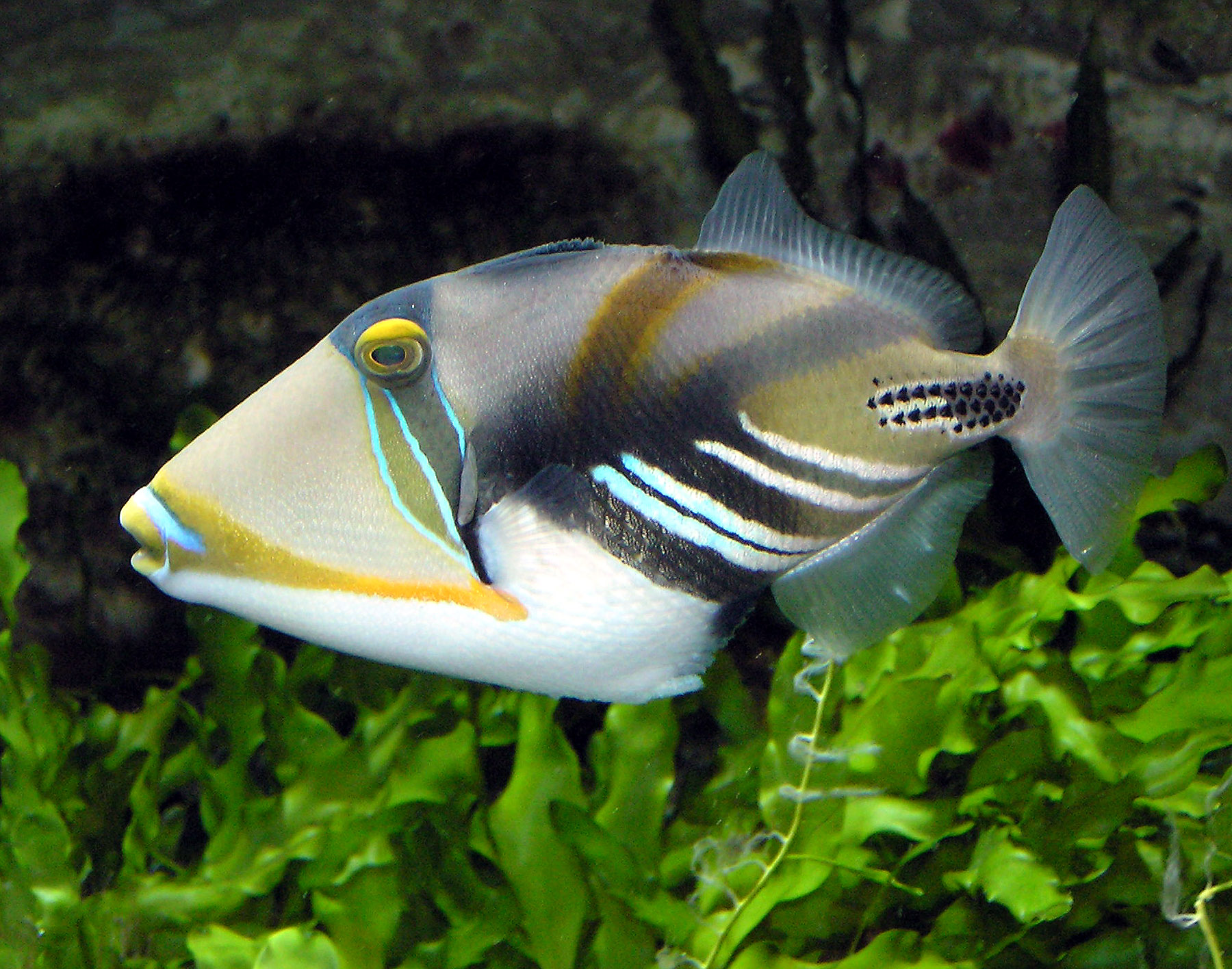
Poisson-Picasso (Rhinecanthus aculeatus)
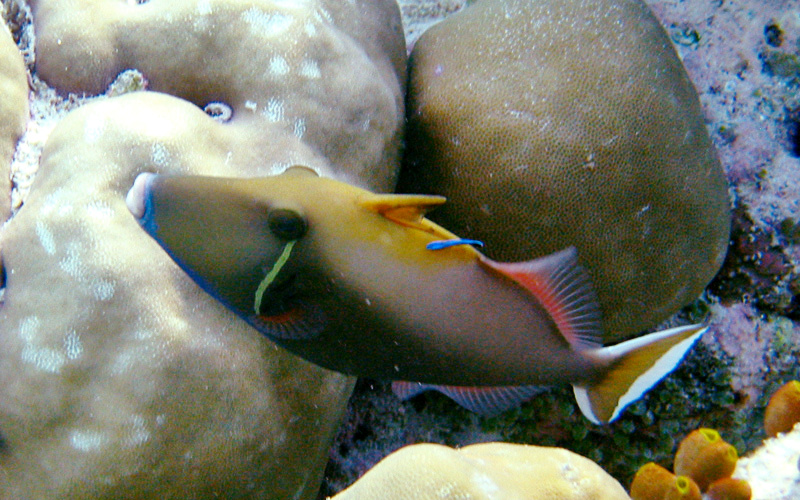
Baliste double-queue  (Sufflamen chrysopterum)
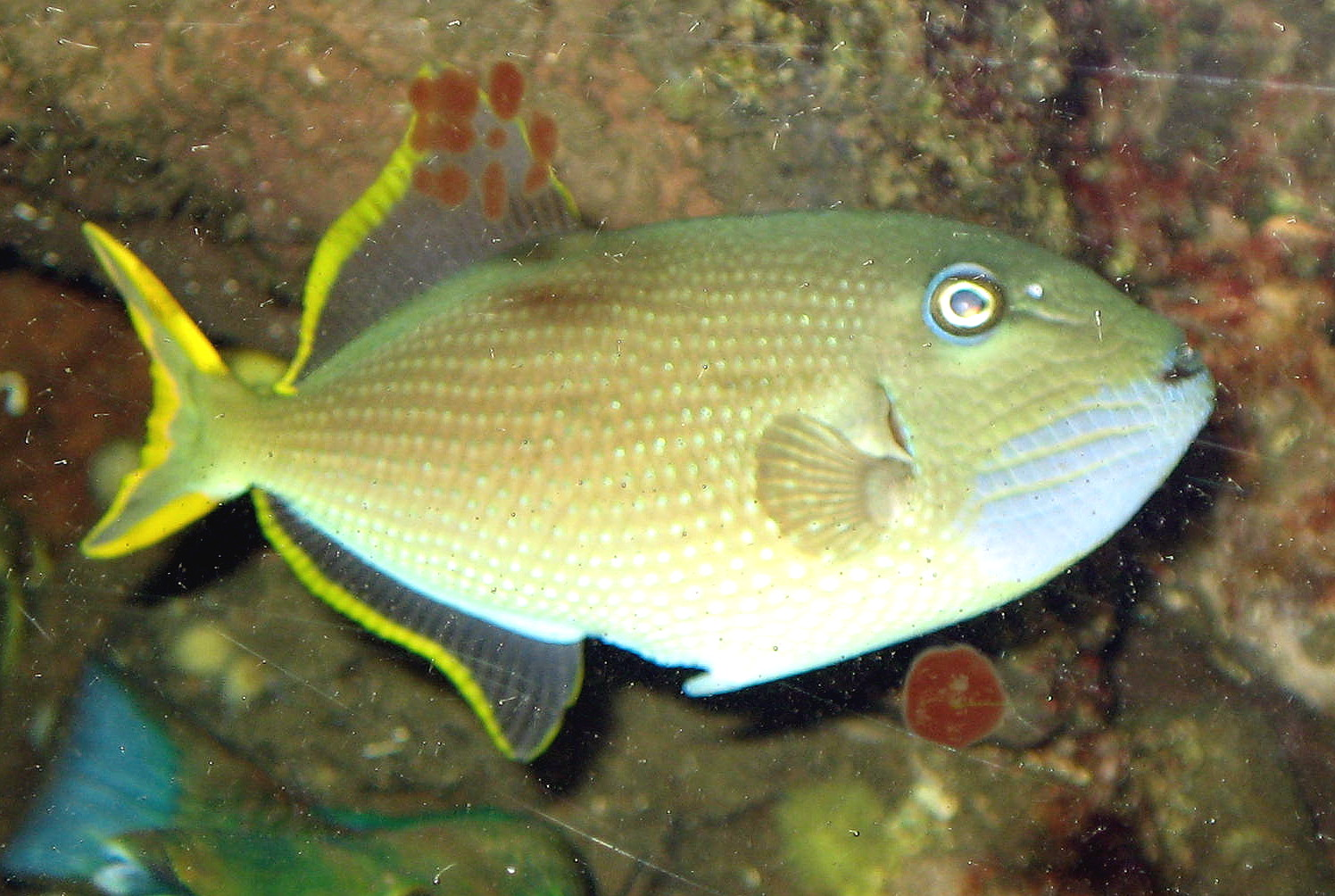
Xanthichthys auromarginatus